# Kim Kyung-ok
Dans ce nom coréen, le nom de famille, Kim, précède le nom personnel.
Pour les articles homonymes, voir Kim.
Kim Kyung-Ok (coréen : 김경옥), née le 25 mars 1983 à Pohang, est une judokate sud-coréenne.

## Palmarès international en judo
| Championnats d'Asie | Championnats d'Asie | Championnats d'Asie |
| Année               | Médaille            | Catégorie           |
| ------------------- | ------------------- | ------------------- |
| 2000                | bronze              | –52 kg              |
| 2003                | or                  | –52 kg              |
| 2005                | argent              | –52 kg              |
| 2007                | bronze              | –52 kg              |
| 2011                | bronze              | –52 kg              |